# Cane (kommun)
Cane är en kommun i Honduras.   Den ligger i departementet Departamento de La Paz, i den sydvästra delen av landet, 50 km nordväst om huvudstaden Tegucigalpa. Antalet invånare är 2 244.